# چن یی آن
چن یی آن (انگلیسی: Chen Yi-an؛ متولد ۷ فوریه ۱۹۷۳) یک تکواندوکار و بازیگر تایوانی است.
وی در مسابقات قهرمانی تکواندو جهان ۱۹۸۹ در شهر سئول کره‌جنوبی، در کلاس سبک‌وزن (خروس‌وزن) مدال برنز گرفت و در مسابقات قهرمانی تکواندو جهان ۱۹۹۱ در آتن مدال نقره را بدست آورد. در مسابقات تکواندو قهرمانی آسیا در سالهای ۱۹۹۴ و ۱۹۹۸ و همچنین در بازی‌های آسیایی ۱۹۹۸ صاحب مدال طلا شد.
او در فیلم فرقه ای داستان در تایپه (Story in Taipei) در سال ۲۰۱۷ نقش اول زن را بازی کرد.